# Список самых высоких зданий Барнаула
В список самых высоких зданий Барнаула включены здания высотой более 75 м. Под зданиями здесь понимаются постройки, разделённые с регулярными интервалами на уровни и предназначенные для жилья или пребывания людей. Теле- и радиомачты, дымовые трубы и прочие технические постройки в эту категорию не попадают, так как являются сооружениями.

## История
Первое многоэтажное здание в Барнауле — Доходный дом купца Аверина — было построено в 1915 году на ул. Гоголя. Изначально оно было переменной этажности — 4 и 5 этажей. В 1989 году пристройка к зданию была снесена.
В 50-х годах на площади Советов появились первые семиэтажные здания. Первые девятиэтажные дома были построены на проспекте Ленина рядом с Новым рынком. В 1983 году открыта 12-этажная гостиница «Барнаул». В 1990-е появляются первые 14-этажные дома на Красноармейском проспекте, в районе кинотеатра «Первомайский». В начале 2000-х высотные дома стали строить активнее. Первым 24-этажным домом в Барнауле стал ЖК «Анастасия», который сдали в 2007 году. В 2020 году был построено самое высокое здание в городе — ЖК «Столичный» (102, 6 м, включая шпиль). В 2022 году планируется начать строительство двух 40-этажных зданий на месте Речного вокзала.
По состоянию на 2022 год, самым высоким сооружением является телебашня Алтайского краевого радиотелецентра. Её высота — 197 м.

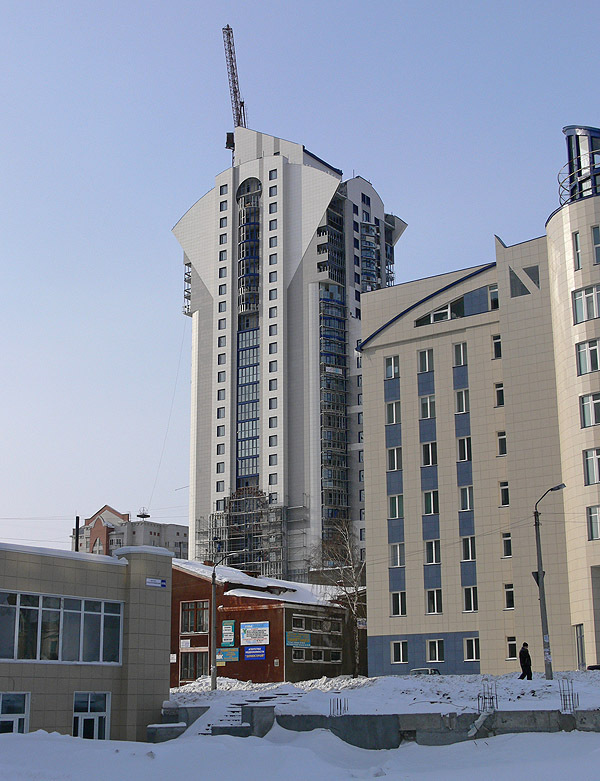
Строительство ЖК «Анастасия» — самого высокого здания в городе с 2007 по 2016 г.

## Построенные здания
| Место | Название                     | Фото                                      | Высота, м | Этажность | Год постройки | Адрес                      | Примечания                                                                           |
| ----- | ---------------------------- | ----------------------------------------- | --------- | --------- | ------------- | -------------------------- | ------------------------------------------------------------------------------------ |
| 1     | ЖК «Столичный»               | ЖК_"Столичный"_Барнаул,_ул._1905_года,_25 | 102,6     | 23        | 2020          | ул. 1905 года, 25.         | Высота шпиля около 28 м                                                              |
| 2     | ЖК «Аврора»                  | ЖК_"Аврора"_Барнаул                       | 86,8      | 25        | 2016          | ул. Гущина, 150/3.         | По другим данным, высота здания — 92 м                                               |
| 3     | ЖК «Анастасия»               | ЖК_"Анастасия"_Барнаул                    | 86        | 24        | 2007          | ул. Папанинцев, 111.       | Первое 24-этажное здание в городе. Самое высокое здание в Барнауле с 2007 по 2016 г. |
| 4     | ЖК «Рубин»                   | ЖК_"Рубин"_Барнаул                        | 83,2      | 25        | 2020          | ул. Малахова, 134А.        |                                                                                      |
| 5     | ЖК «Европейский»             | ЖК_"Европейский"_Барнаул                  | 82,8      | 25        | 2019          | ул. Шумакова, 11.          |                                                                                      |
| 6     | Дом на ул. Пролетарская, 165 | Дом_на_ул._Пролетарская,_165._Барнаул     | 79,4      | 25        | 2018          | ул. Пролетарская, 165.     |                                                                                      |
| 7     | ЖК «Кукурузник»              | ЖК_"Кукурузник"_Барнаул                   | 78,9      | 24        | 2017          | ул. Взлётная, 38.          |                                                                                      |
| 8     | ЖК «Аквамарин»               | ЖК_"Аквамарин"_Барнаул                    | 75        | 24        | 2011—2015     | ул. Приречная, 1, 5, 9.    | Три здания                                                                           |
| 9     | ЖК «Две Эпохи»               | ЖК_"Две_Эпохи"_Барнаул                    | 75        | 23        | 2019          | просп. Комсомольский, 122B |                                                                                      |

## Строящиеся здания
| Название                    | Высота, м | Этажность | Год постройки | Примечания    |
| --------------------------- | --------- | --------- | ------------- | ------------- |
| ЖК на месте речного вокзала | ≈80       | 26        | 2030          | [ 16 ] [ 17 ] |
| ЖК «Оскар»                  | 81        | 25        | 2025          | [ 18 ]        |
| ЖК «Солар»                  | н.д.      | 24        | 2022          | [ 19 ]        |

## Отменённые проекты
| Название                                              | Высота, м | Этажность | Год постройки | Примечания |
| ----------------------------------------------------- | --------- | --------- | ------------- | --- |
| Комплекс зданий на месте ТРЦ «Пионер»                 | н.д.      | 40—45     | 2007          | Три здания гостинично-торгового комплекса |
| Квартал 2000                                          | 90—122    | 30        | 2011          | Три здания. Проект отменён. |
| Жилищно-административный комплекс на ул. Балтийская   | н.д.      | 35        | н.д.          | [ 20 ] |
| остров Помазкин                                       | н.д.      | н.д.      | 2009          | В 2014 году о проекте вновь заговорили. Планировалось закончить строительство к 2017 году.                                                                          |
| ул. Аванесова, 44                                     | н.д.      | 35        | н.д.          | Сначала планировались 2 здания по 35 этажей, потом проект сократили до 25 этажей, а позднее полностью изменили. Сейчас на этом месте построен 16-этажный жилой дом. |
| пр. Красноармейский, 36                               | н.д.      | 28        | н.д.          | На месте шоу-центра Колизей |
| пр. Красноармейский, 61б                              | н.д.      | 22        | н.д.          | Планировалось построить 3 здания по 22 этажа. Позднее этажность была снижена. Сейчас на этом месте планируется строительство ЖК Оскар.                              |
| ЖК на месте Опытного конструкторского бюро автоматики | н.д.      | 25        | н.д.          | [ 5 ] |
| ЦУМ                                                   | н.д.      | 20—25     | н.д.          | Проект изменён |